# Max Baer
Maximilian Adelbert "Max" Baer (nacido en Omaha, Nebraska el 11 de febrero de 1909; fallecido en Hollywood el 21 de noviembre de 1959) fue un boxeador estadounidense de la categoría de peso pesado, de la cual fue Campeón del Mundo en 1934.

## Biografía
Pese a que uno de sus abuelos era judío y su madre luterana, él fue bautizado en la fe católica. Fue conocido como The Livermore Larupper, Madcap Maxie o el Adonis Americano, aunque también por aquel antecedente algunos lo llamaban el Apolo Judío. A partir de su pelea con Max Schmeling, el héroe alemán preferido de Hitler, boxeó con una inmensa estrella de David blanca que resaltaba en sus pantalones rojinegros.

### Boxeo

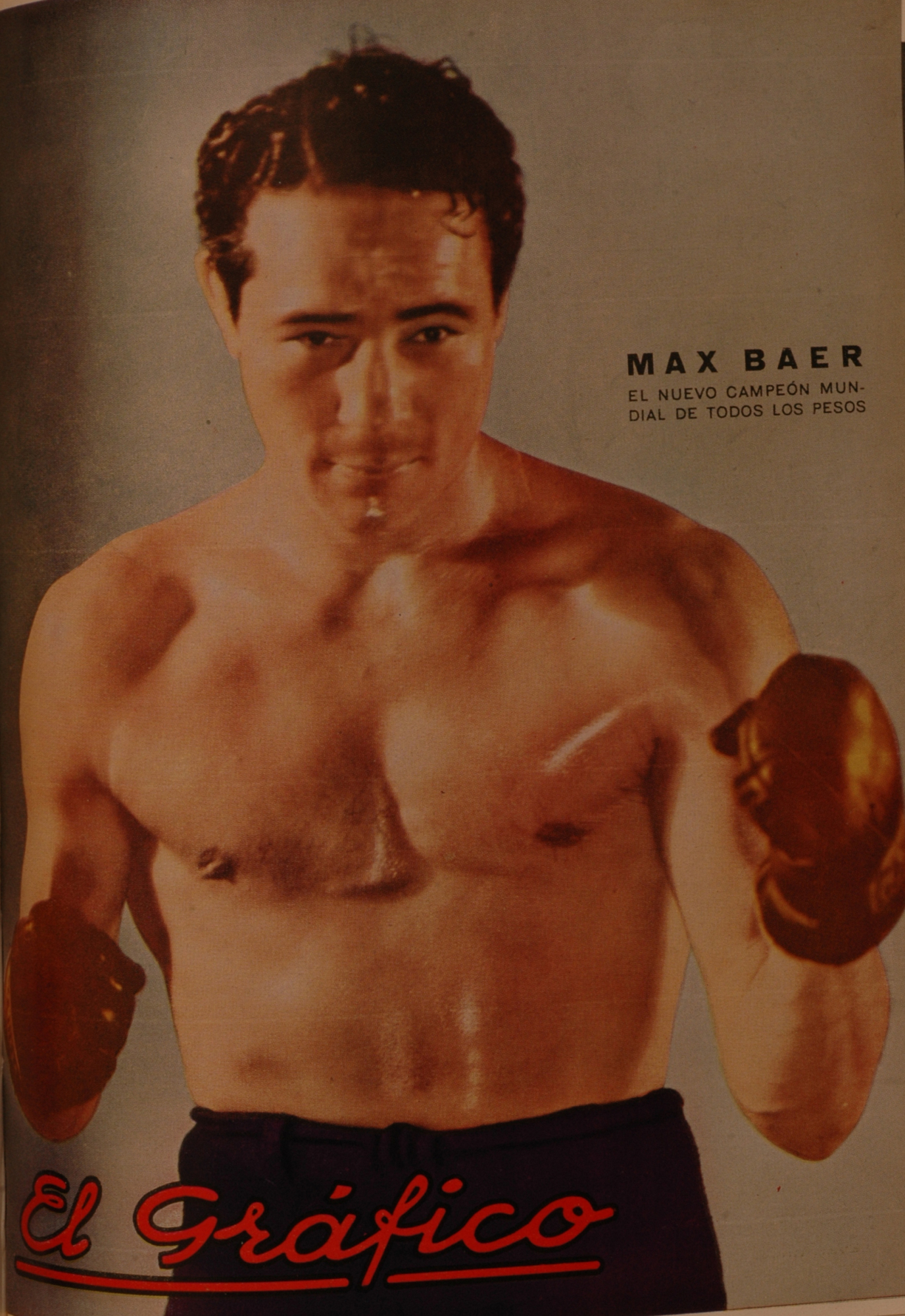
Max Baer en 1934.

Comenzó su carrera en 1929. En 1933 propinó una feroz paliza a Max Schmeling en un combate que supuso la recaudación más alta que se había alcanzado hasta entonces, lo que le abrió las puertas del Título Mundial. 

### Campeón mundial de peso pesado
El 14 de junio de 1934, en el Madison Square Garden Bowl al aire libre en Long Island City, Nueva York, Baer derrotó al enorme campeón mundial reinante Primo Carnera de Italia, que pesaba 267 libras. Baer derribó al campeón 11 veces antes de que el árbitro Arthur Donovan detuviera la pelea en el undécimo asalto para salvar a Carnera de un castigo adicional. Todas las caídas se produjeron en las rondas uno, dos, diez y once, en las que Baer dominó a fondo. Las rondas intermedias fueron competitivas. Existe cierta disputa sobre la cantidad de caídas anotadas cuando Carnera se deslizó a la lona en varias ocasiones y fue empujada a la lona otras veces. A pesar de esta actuación dominante sobre Carnera, Baer mantendría el título mundial de peso pesado por solo 364 días.

### James J. Braddock
El 13 de junio de 1935, una de las mayores sorpresas en la historia del boxeo ocurrió en Long Island City, Nueva York, cuando Baer luchó contra el boxeador James J. Braddock en el llamado combate de Cinderella Man. Baer apenas entrenó para la pelea. Braddock, por otro lado, estaba entrenando duro. "Estoy entrenando para una pelea, no para un concurso de boxeo o un concurso de payasos o un baile", dijo. "Ya sea una ronda o tres rondas o diez rondas, será una pelea y una pelea hasta el final. Cuando hayas pasado por lo que he tenido que enfrentar en los últimos dos años, un Max Baer o un Tigre de Bengala parece una mascota de la casa. Podría venir hacia mí con un cañón y un blackjack y todavía sería un picnic en comparación con lo que tuve que enfrentar. "Baer, siempre el showman", provocó carcajadas de la multitud con sus payasadas "la noche en que dio un paso entre las cuerdas para encontrarse con Braddock. Cuando Braddock "se quitó la bata azul de su espalda rosada, era el favorito sentimental de una multitud de 30.000 espectadores en el Bowl, la mayoría de los cuales habían apostado su dinero 8 a 1 en su contra". 
Max "indudablemente pagó la pena por subestimar a su rival de antemano y perder demasiado tiempo haciendo payasadas". Al final de 15 rondas, Braddock salió vencedor en una decisión unánime, superando a Baer 8 rondas a 6 en "la sorpresa más asombrosa desde que John L. Sullivan cayó antes de las estocadas del Gentleman Jim Corbett en los noventa". Braddock recibió fuertes golpes de Baer, pero siguió avanzando hacia él hasta que agotó a Max. La pelea apareció en la película Cinderella Man de 2005. Baer fue interpretado por Craig Bierko y Braddock fue interpretado por Russell Crowe El nocaut sufrido contra Joe Louis en 1935 frustró sus esperanzas de conquistar el título de nuevo, pese a lo cual continuó peleando hasta 1941. Su último combate fue contra Lou Nova, la primera pelea que se televisó en directo. 
Ganó 65 de los 79 combates que disputó. Está considerado como uno de los mayores pegadores que existieron. Su derecha era mortífera. Uno de sus rivales falleció en el ring (su cerebro quedó desprendido del cráneo). Otro quedó tan maltrecho que falleció en el siguiente combate a consecuencia de las lesiones de su pelea anterior con Baer, quien debió someterse a tratamiento psiquiátrico para superar el momento.[cita requerida]
A Max Baer se lo recuerda por su simpatía. Solía decir frases ingeniosas que han quedado en el recuerdo. También por su caballerosidad. Era amigo de sus adversarios, en especial de Primo Carnera y James J.Braddock, a quienes visitaba al término de la pelea. Incluso pagó los estudios de los hijos de aquel pugilista que había muerto en el cuadrilátero.

### Otras actividades
Fue playboy y actor. Trabajó en películas de acción y de aventuras. Debutó en el cine en 1934, llegando a actuar junto a Humphrey Bogart en Más dura será la caída y también con el dúo de cómicos Bud Abbot y Lou Costello (en la película Africa Screams, de 1949).

### Fallecimiento
Max Baer falleció a los 50 años en una habitación del Hotel Roosevelt de un ataque al corazón en 1959.

## Adaptaciones de su personaje en cine y novela
En 2005 fue interpretado en la película Cinderella Man, aunque hubo polémica porque el personaje de Max Baer, interpretado por Craig Bierko, tenía poca relación con la realidad. En el filme aparece retratado como un hombre cruel, un asesino que se regodea ante sus víctimas e incluso trata de aprovecharse de la mujer de Braddock.
Su figura ha sido reivindicada al ser descrito como un personaje simpático e inteligente en la novela del género de literatura fantástica escrita por Federico G.Polak, "Remember Max Baer, una leyenda urbana", publicada en Buenos Aires en 2008. Su vida de manera general fue dinámica y compleja.